# 周自齐墓
周自齐墓，位于北京市门头沟区龙泉镇城子村崇化庄，是中华民国北洋政府时期政要周自齐之墓。当地人称周自齐墓为“周家坟儿”。

## 简介
1981年，周自齐墓被公布为北京市门头沟区文物保护单位。墓地现存石牌坊、华表、石墓丘等。
2012年，鉴于周自齐墓保护力量薄弱，近年来周自齐墓火焰珠、华表等石刻构件曾被盗，门头沟区文物部门乃将周自齐墓前的“石五供”迁移到门头沟区博物馆的后院保管。“石五供”由石祭台及一个香炉、两个花瓶、两个烛台组成，是明清高级墓葬中常见的石刻。周自齐墓的“石五供”高约1米、宽约2米，中间是香炉、两侧各有一尊烛台和花瓶，连体坐在祭台上。
2016年据媒体报道，周自齐墓受到严重破坏。墓园大门损坏生锈，墓园内狼藉，杂草丛生，墙壁、台阶塌陷脱落，墓台栏柱歪倒。